# 堤喀 (假想行星)

艺术家笔下的奥尔特云和柯伊伯带（小图）

堤喀（英語：Tyche）是太阳系奥尔特云内的一颗假设的气态巨行星的昵称。路易斯安那大学拉斐特分校的天文学家约翰·马泰塞和丹尼尔·惠特迈尔曾多次发表声明表示，基于长周期彗星运行轨道的不规则性，他们发现了该天体存在的证据。他们提到，假如堤喀的确存在，那么应能在美國國家航空暨太空總署的廣域紅外線巡天探測衛星（WISE）望远镜观测到的数据中找到它。然而，一些天文学家对此表示怀疑，得花两到三年时间去分析数据，以确认WISE是否的确观测到了这颗行星的存在。
2014年發行的《天文物理期刊》指出，WISE排除了在10,000天文單位有土星大小的物體，及至26,000天文單位（0.4光年）內木星大小或更大的物體的可能性。

## 历史
1999年，基于长周期彗星的起源点在观察上存在偏差的现象，马泰塞首次提出该行星存在的假设。和通常认为的从随机点划过天空的看法不同，马泰塞得出了这些点聚集的范围偏向于黄道的结论。这种聚集现象的一种解释是，一颗至少与木星一样大的未知天体扰乱了彗星运行的轨道，这颗天体有可能是褐矮星。这颗假设行星（或太阳的伴星）应该位于奥尔特云的外围。他认为这样的天体也许还能够解释外海王星天体赛德娜的奇特轨道。然而当时他的样本量太小而无法得出结论。

## 轨道
惠特迈尔和马泰塞推测这颗假设行星的轨道大约在海王星轨道位置的500倍之处，亦即离太阳有约15,000天文单位远，将近四分之一光年。据估计，奥尔特云的边界应在50,000天文单位外，因此该天体依然位于奥尔特云内，其轨道周期约为180万年。较早的红外天文卫星（IRAS）的一次失败搜寻显示5倍木星质量天体的距离必须大于10,000天文单位。这样一颗行星旋转的平面与我们的不同，并且有可能形成远距双星的轨道。这颗远距双星有可能是在星团解体时被捕获的。

## 质量

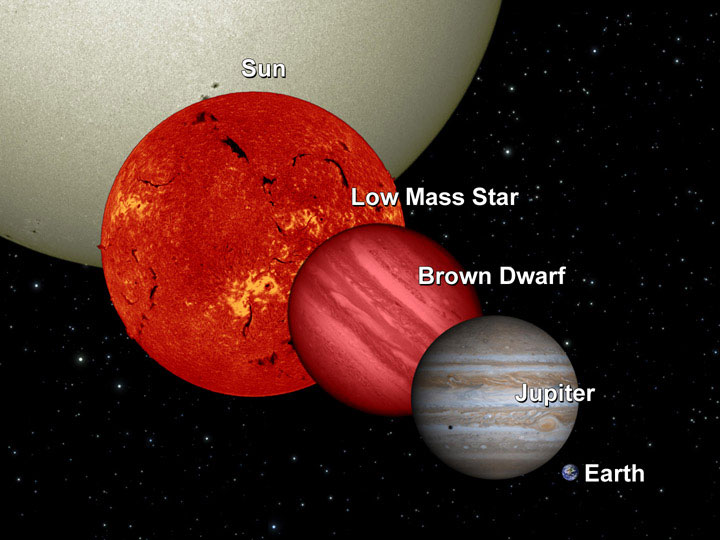
低质量恒星、褐矮星和木星的大小比较图。

支持者推测这颗假设行星的质量可以达到木星的四倍，其相对最高温度可达200开尔文（-73°C），热量主要来自行星形成过程中的余热和开尔文-亥姆霍兹热。由于质量不足，这颗行星无法在其内部产生核聚变反应（这一过程要求其质量达到约13倍木星质量以上）。一颗质量比木星略高（低于1.6倍木星质量）的冷却富氢气态巨行星，其体积会大过木星。而对于质量更高的，简并压力会导致行星收缩，增加的质量会被行星核心升高的简并压力抵消。[a]

## 名称
堤喀（Τύχη，希腊语含义为“机缘”、“幸运”）是古希腊主管幸运与繁荣的守护女神。选择该名称，是为了避免和另一较早的相似假设发生混淆：该假设认为，太阳的昏暗伴星涅墨西斯的重力，致使大量的彗星涌入内太阳系中，进而导致了地球生物的大灭绝。在神话中，堤喀是涅墨西斯的“好姐妹”。但這名稱早已用在小行星258上。

## 备注
1. ^ 例如，HD 17156 b具有3倍木星质量，而其半径是木星的96%；HD 80606 b有4倍木星质量，而其半径则只有木星的92%。甚至褐矮星COROT-3b（22倍木星质量）的估计体积也与木星相差无几。在冷却了一百亿年后，大型气态巨行星的半径将非常近似于木星，但质量越高，半径却会略微缩小。[16]